# Rượu táo

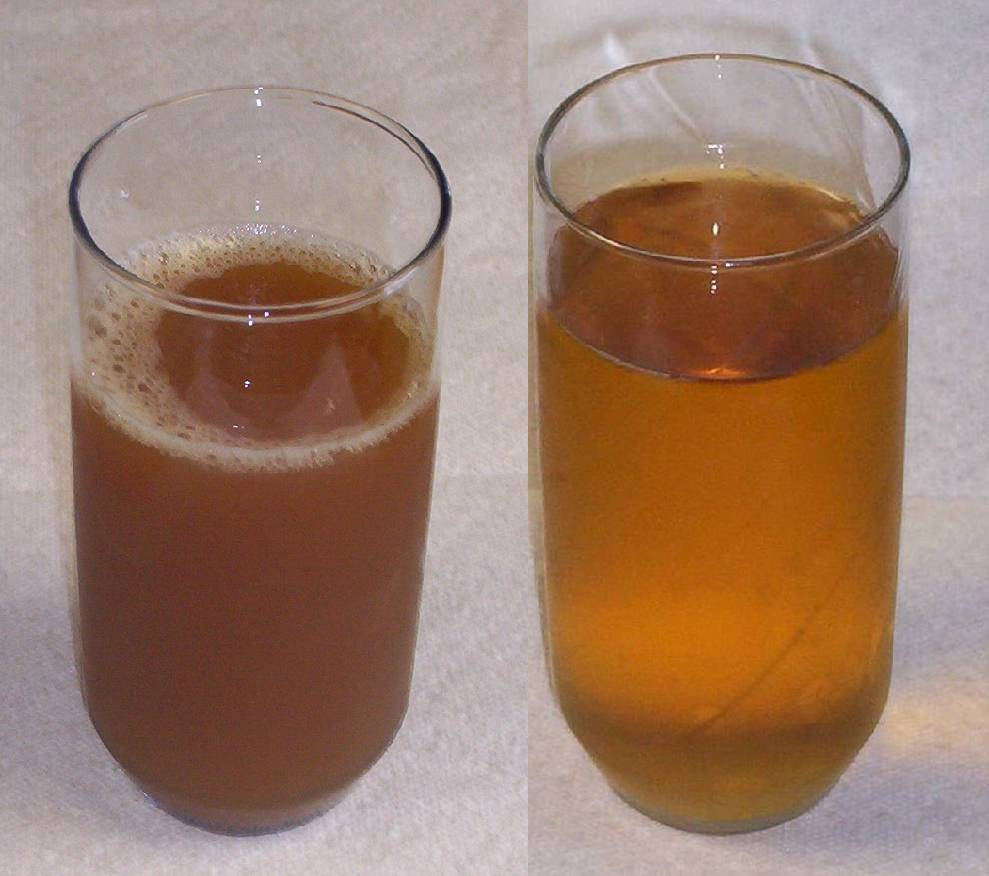
Bên trái là cốc rượu táo, một thức uống chưa qua pha chế hay làm ngọt; khác với cốc nước táo bên phải khi đã được tiệt trùng pasteur và xử lý sinh học

Rượu táo (tiếng Anh: apple cider) là tên mà nước Mỹ và một số vùng khác ở Canada đặt cho loại thức uống không cồn làm từ táo tây. Dù đôi khi rượu táo cũng được gọi tắt là cider, nhưng nên tránh nhầm lẫn với loại đồ uống có cồn cùng tên là cider (hay hard cider). Apple cider là đồ uống chính thức của bang New Hampshire.